# يوهان جورج هاين
يوهان جورج هاين (بالألمانية: Johann Georg Heine)‏ هو طبيب ألماني، ولد في 3 أبريل 1771 في Lauterbach, Baden-Württemberg ‏ في ألمانيا، وتوفي في 7 سبتمبر 1838 في Scheveningen ‏ في هولندا.